# New York City Police Department
Il New York City Police Department (NYPD, Dipartimento di polizia della Città di New York) è il più grande dipartimento di polizia cittadino degli Stati Uniti d'America. La sua responsabilità primaria è quella di assicurare l'ordine e reprimere il crimine all'interno della città di New York. Viene considerato il primo dipartimento di polizia "moderno" del paese. Quando fu creato, nel XIX secolo, venne modellato sulla Metropolitan Police di Londra.
La sua consistenza varia a seconda dei tassi di criminalità, delle decisioni politiche cittadine, dei fondi disponibili. La tendenza generale è verso una diminuzione. Se nel giugno 2004, oltre a migliaia di impiegati amministrativi, erano in servizio oltre 40 000 agenti e funzionari, nel giugno del 2005, questo numero si era ridotto a 35 000.
La Divisione di intelligence del NYPD e l'Ufficio antiterrorismo hanno funzionari di stanza in undici città a livello internazionale. Negli anni '90 il dipartimento ha sviluppato un CompStat, un sistema di gestione che da allora è stato istituito anche in altre città.
Il NYPD ha ampie indagini sulla scena del crimine e risorse di laboratorio, nonché unità che aiutano nelle indagini sulla criminalità informatica. Il NYPD gestisce un "Real Time Crime Center", essenzialmente un grande motore di ricerca e un data warehouse gestito da investigatori per assistere gli agenti sul campo nelle loro indagini. Un Domain Awareness System, un progetto congiunto di Microsoft e NYPD, collega 6.000 telecamere a circuito chiuso, lettori di targhe e altri dispositivi di sorveglianza in un sistema integrato.

## Storia
La polizia municipale fu istituita nel 1845, in sostituzione di un vecchio sistema di sorveglianza notturna. Il sindaco William Havemeyer ha guidato insieme il NYPD, dando origine alla frase "Il migliore di New York". Nel 1857, fu tumultuosamente sostituito da una forza metropolitana, che abolì la polizia municipale. Le tendenze del ventesimo secolo includevano la professionalizzazione e le lotte contro la corruzione.

## Gradi
| Grado                  | Insegna di grado |
| ---------------------- | ---------------- |
| Commissario di Polizia |                  |
| Primo vice commissario |                  |
| Vice commissario       |                  |

| Grado                 | Insegna di grado     | Colore divisa |
| --------------------- | -------------------- | ------------- |
| Capo del Dipartimento |                      |               |
| Capo Bureau           |                      |               |
| Assistente capo       |                      |               |
| Vice capo             |                      |               |
| Ispettore             |                      |               |
| Vice ispettore        |                      |               |
| Capitano              |                      |               |
| Tenente               |                      |               |
| Sergente              |                      |               |
| Detective             | numero del distretto |               |
| Agente                | numero del distretto |               |

## Organizzazione
Il Dipartimento di polizia di New York è organizzato attorno ad otto Bureaus ("uffici"), di cui sei sono uffici che si occupano del mantenimento dell'ordine. Ogni ufficio è gestito da un Capo Bureau.

### Organized Crime Control Bureau
L'Organized Crime Control Bureau (OCCB, "ufficio per il controllo del crimine organizzato") si occupa di investigare la criminalità organizzata, il traffico illegale di narcotici e armi da fuoco, prostituzione, riciclo di denaro, confisca di beni, crimini automobilistici, gioco d'azzardo e l'eliminazione delle gang. Comprende sei divisioni e ne fanno parte più di 2 300 agenti e funzionari civili.

### Patrol Services Bureau
Il Patrol Services Bureau (PSB, "ufficio per il servizio delle pattuglie") si occupa di dirigere il personale in uniforme del Dipartimento durante le normali azioni di pattuglia, a piedi ed in macchina. L'ufficio è organizzato in otto Patrol Borough Commands ("comandi di circoscrizione di pattugliamento"), Manhattan North, Manhattan South, Brooklyn North, Brooklyn South, Queens North, Queens South, Bronx e Staten Island. Comprende inoltre la Special Operations Division, di cui fanno parte le unità d'aviazione, a cavallo, servizi d'emergenza, servizi medici, immersioni, K-9 (cani appositamente addestrati per trovare criminali o persone scomparse) e portuali. È guidato dal Capo Bureau James P. Hall.

### Detective Bureau

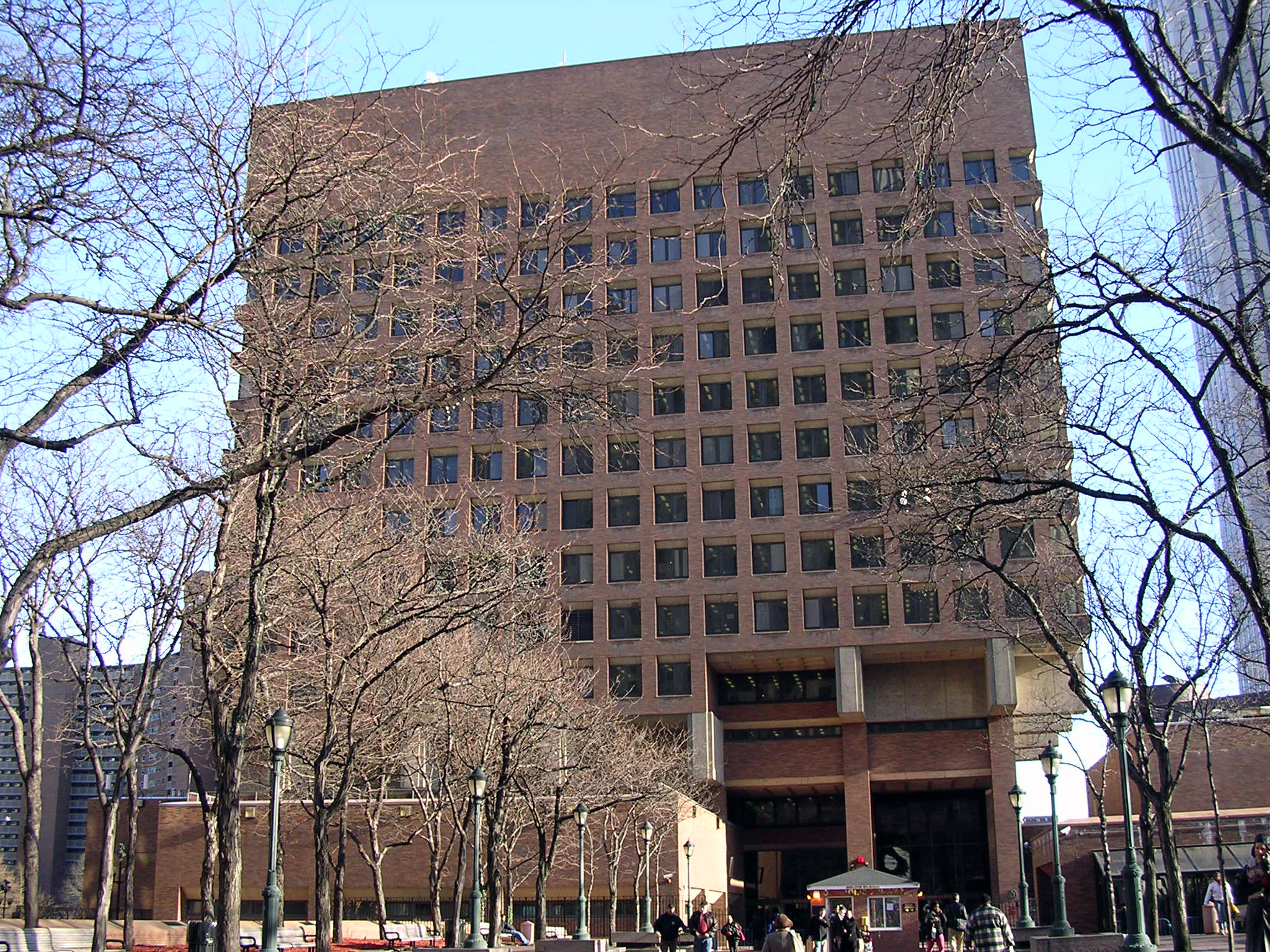
Il quartier generale del NYPD, conosciuto come "1 Police Plaza".

Il Detective Bureau (DB) ha la funzione di investigare e prevenire i crimini. È composto da varie divisioni specializzate che si occupano dei reati in tutti e cinque i boroughs della città (tra cui scientifica, persone scomparse, crimini importanti e casi irrisolti) e da varie squadre a livello di borough (omicidi, vittime speciali e rapine) e distretto. È comandato dal Capo Bureau Phil T. Pulaski.

### Transit Bureau
Il Transit Bureau ("ufficio di transito") ha il compito di mantenere la sicurezza e l'ordine nella metropolitana di New York. È composto da quattro Transit Boroughs con giurisdizione a Manhattan, Brooklyn, Queens e Bronx. Staten Island è esclusa in quanto non ha un sistema di metropolitane. L'ufficio è guidato dal Capo Bureau Joseph Fox.

### Housing Bureau
L'Housing Bureau ("ufficio alloggi") del NYPD ha il compito di offrire sicurezza agli abitanti delle case popolari di New York. È diviso in tre Boroughs, responsabili per la sicurezza di Manhattan, Brooklyn e del Bronx/Queens. È diretto dal Capo Bureau Joanne Jaffe.

### Transportation Bureau
Il Transportation Bureau ("ufficio dei trasporti") si occupa di far rispettare il codice della strada, della gestione del traffico e della sicurezza delle autostrade. È comandato dal Capo Bureau James Tuller.

### Internal Affairs Bureau
L'Internal Affairs Bureau (IAB, "ufficio per gli affari interni") è l'ufficio del Dipartimento che si occupa di investigare gli appartenenti alla forza di polizia sospetti di aver infranto la legge o di aver avuto una condotta poco esemplare. È diretto dal Capo Bureau Charles V. Campisi.

### Community Affairs Bureau
Il Community Affairs Bureau (CAB, "ufficio per le relazioni con la comunità") è la componente che tiene le relazioni con le varie comunità di New York e promuove un'immagine positiva del Dipartimento. Lo guida il Capo Bureau Philip Banks.

## Unità
La polizia di New York dispone di una unità speciale chiamata ESU (Emergency Service Unit) che ricopre sia il ruolo di reparto d'assalto (SWAT) che di soccorso. Le 11 squadre in cui è diviso il reparto intervengono con i vigili del fuoco (FDNY) in caso di soccorsi in acqua, incidenti tra veicoli e crollo di edifici, anche con il supporto delle squadre cinofile; i compiti di polizia invece comprendono soprattutto operazioni ad alto rischio e salvataggio ostaggi, grazie anche ai negoziatori dell'unità, e operazioni di ordine pubblico.
Il servizio di polizia stradale è svolto dalla "NYPD Highway Patrol", mentre quello di viabilità e controllo del traffico dalla "NYPD Traffic Enforcement".
Il dipartimento impiega inoltre squadre di cittadini volontari e specialmente formati (NYPD auxiliary police) per compiti di vigilanza da svolgere disarmati.

## Veicoli

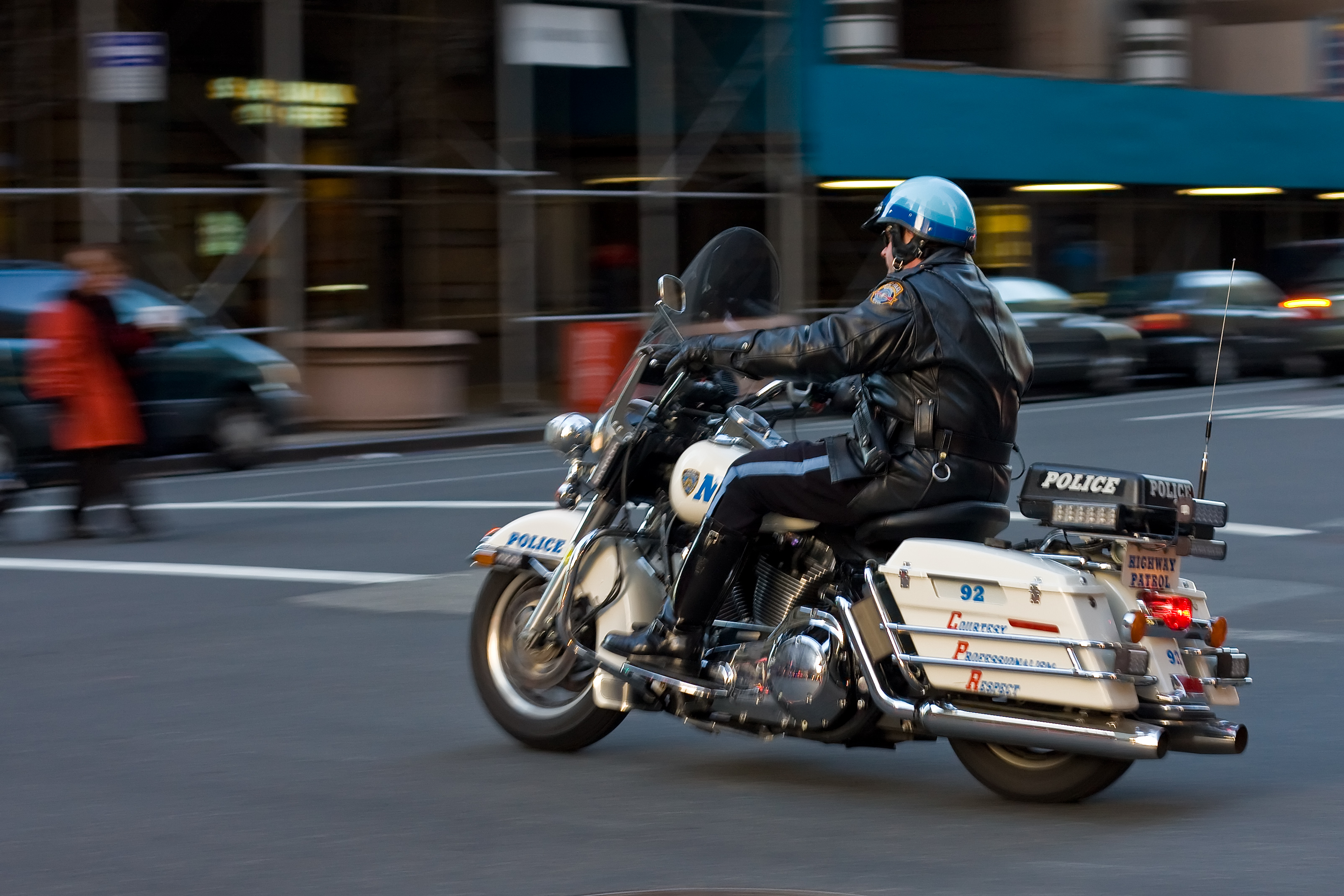
Motocicletta della polizia a New York City, 8th Avenue a Midtown Manhattan il 24 dicembre 2007

I veicoli del Dipartimento di Polizia di New York City sono composti da 9.624 auto della polizia, 11 barche, 8 elicotteri e numerosi altri veicoli. Le responsabilità del funzionamento e della manutenzione spetta all'Ufficio dei servizi di supporto del NYPD.
I colori attuali dei veicoli NYPD sono una carrozzeria completamente bianca con due strisce blu lungo ciascun lato. La parola "POLICE" è stampata in caratteri piccoli sopra i passaruota anteriori e come "polizia di New York" sopra la griglia anteriore. La toppa NYPD è decorata su entrambi i lati, su o solo davanti alle porte anteriori. Le lettere "NYPD" sono stampate in blu Rockwell Extra Bold font sulle porte anteriori, e il motto di NYPD " Courtesy, Professionalism, Respect" è stampato su quelli posteriori. Il numero dell'unità è stampato sul cofano posteriore. Il numero del negozio è inoltre stampato sui pannelli laterali posteriori sopra la presa del gas, insieme al numero del distretto assegnato dall'unità.
Uno schema di vernice modificato, con il corpo blu scuro (o nero, per alcune unità ausiliarie) e strisce bianche sui lati è stato utilizzato per alcune divisioni. Anche il testo era bianco. Questo è stato gradualmente eliminato a favore di una versione modificata dello schema regolare, con la parola "AUSILIARIA", "SICUREZZA SCOLASTICA" o "TRAFFICO" sui pannelli posteriori e sul bagagliaio.

## Prevenzione del crimine

### Domain Awareness System
Il Domain Awareness System è un sistema di sorveglianza sviluppato nell'ambito della Lower Manhattan Security Initiative in una partnership tra il NYPD e Microsoft per monitorare New York City. Consente al NYPD di tracciare gli obiettivi di sorveglianza e ottenere informazioni dettagliate su di essi. Ha anche accesso ai dati di almeno 2 miliardi di letture di targhe, 100 milioni di convocazioni, 54 milioni di chiamate 911, 15 milioni di denunce, 12 milioni di rapporti di detective, 11 milioni di arresti e 2 milioni di warrant. I dati delle 9000 telecamere a circuito chiuso sono conservati per 30 giorni. I record di testo sono ricercabili. Il sistema è collegato a 9.000 videocamere nei dintorni di New York City.

## Corruzione e cattiva condotta

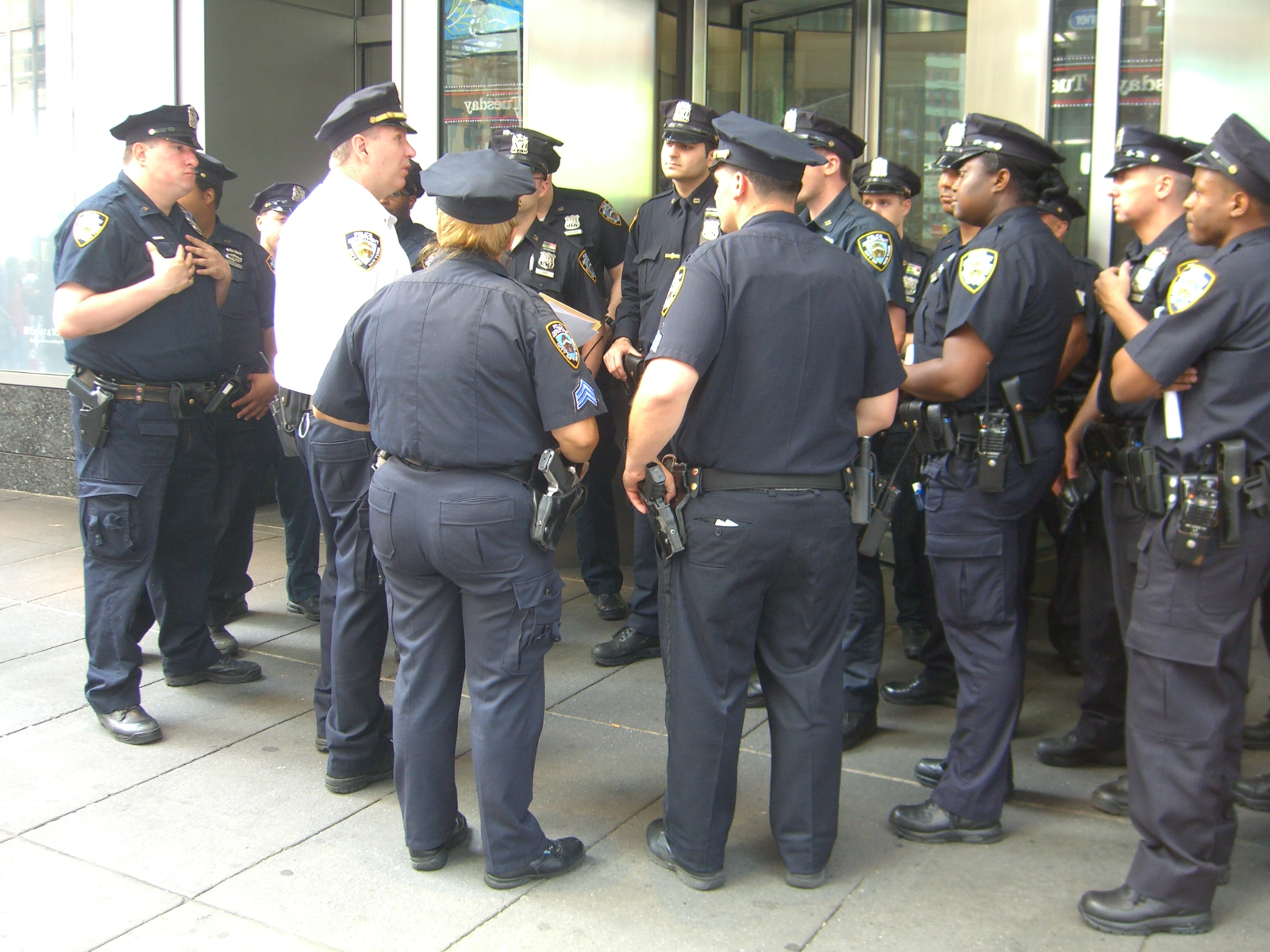
Tenente (in camicia bianca) intento ad un debriefing insieme a sergenti ed agenti a Times Square

Il Civilian Complaint Review Board è un panel composto da 13 membri, interamente civile, incaricato di indagare sulla cattiva condotta o sulle accuse di abuso minore nei confronti degli agenti del NYPD, compreso l'uso di forza eccessiva, abuso di autorità, scortesia e linguaggio offensivo. I reclami contro gli ufficiali possono essere presentati online, per posta, per telefono o di persona presso qualsiasi stazione della polizia di New York.

## Affiliazioni
Il NYPD è affiliato alla New York City Police Foundation e al New York City Police Museum. Gestisce anche un'accademia di polizia giovanile per fornire un'interazione positiva con agenti di polizia e educare i giovani alle sfide e alla responsabilità del lavoro di polizia. Il dipartimento fornisce anche un'accademia di polizia cittadina che educa il pubblico sulle leggi di base e sulle procedure di polizia.

## Ufficiali caduti
Secondo l'ufficiale Down Memorial Page, il NYPD ha perso 930 ufficiali in servizio dal 1849. Questa cifra include ufficiali di agenzie che furono successivamente assorbiti o entrarono a far parte del moderno NYPD in aggiunta al NYPD stesso. Questo numero comprende anche gli ufficiali uccisi in servizio e fuori servizio da spari di altri ufficiali in servizio. Il NYPD ha perso 23 agenti negli attacchi dell'11 settembre 2001, inclusi altri 136 morti per malattie legate agli attacchi.